# Gagrellula chamberlini
Gagrellula chamberlini is een hooiwagen uit de familie Sclerosomatidae.